# هتل بین‌المللی تیرانا
هتل بین‌المللی تیرانا (به لاتین: Tirana International Hotel) یک سازه (ساختمان) و هتل در آلبانی است که در Tirana municipality واقع شده‌است.